# Multieventi Sport Domus
Multieventi Sport Domus – wielofunkcyjny, kryty obiekt sportowy w Serravalle, w San Marino. Został otwarty w 1998 roku. Dwa główne pomieszczenia budynku kryją w sobie odpowiednio halę sportową oraz 50-metrowy basen pływacki. Wewnątrz obiektu znajdują się również mniejsze sale gimnastyczne i inne pomieszczenia.
Budynek został oddany do użytku w 1998 roku. Znajduje się on pomiędzy San Marino Stadium i Stadio di Baseball di Serravalle. Główna hala sportowa obiektu oraz hala z 50-metrowym basenem posiadają trybuny mogące pomieścić po około 1500 widzów. W budynku znajdują się również mniejsze sale gimnastyczne oraz inne pomieszczenia. Obiekt jest także siedzibą Narodowego Komitetu Olimpijskiego. Arena wykorzystywana była m.in. do organizacji igrzysk małych państw Europy w 2001 i 2017 roku.